# Emilee Cherry
Pour les articles homonymes, voir Cherry.
Emilee Cherry est une joueuse australienne de rugby à sept née le 2 novembre 1992 à Roma. Elle a remporté avec l'équipe d'Australie le tournoi féminin des Jeux olympiques d'été de 2016 à Rio de Janeiro.
En 2014, elle a été désignée meilleure joueuse du monde de rugby à sept. En 2024, elle est introduite au Temple de la renommée World Rugby.